# حرائق الغابات في كاليفورنيا 2021

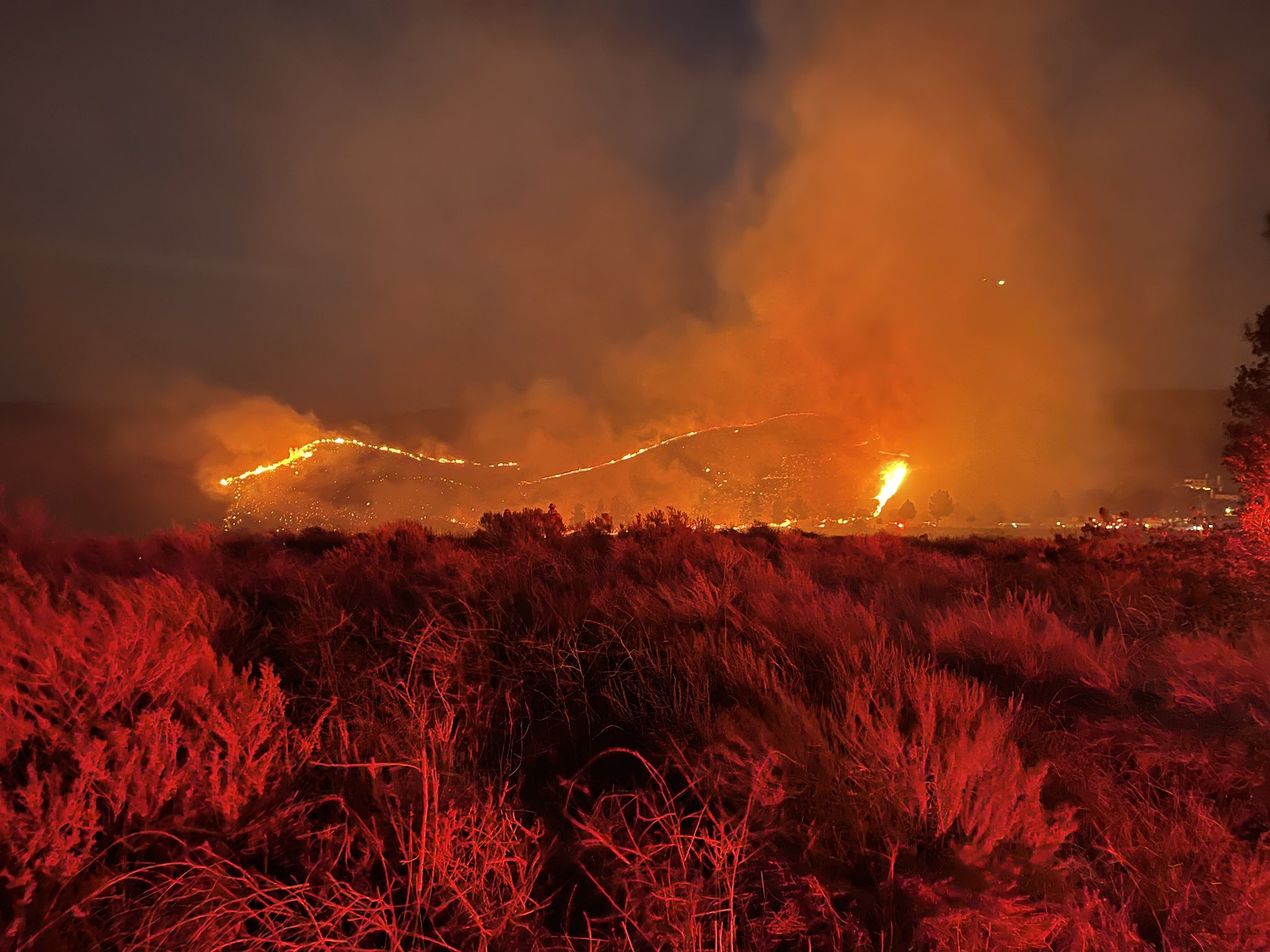
حرائق الغابات فيي كاليفورنيا 2021

حرائق الغابات في كاليفورنيا 2021 هي سلسلة من حرائق الغابات التي اشتعلت في جميع أنحاء ولاية كاليفورنيا في الولايات المتحدة. اعتبارًا من 26 يوليو 2021 تم تسجيل ما مجموعه 5،566 حريقًا، حيث تم حرق 458،429 فدانًا (185،520 هكتارًا) في جميع أنحاء الولاية. دمرت حرائق الغابات ما لا يقل عن 323 مبنى، وأصيب ما لا يقل عن 7 من رجال الإطفاء في مكافحة الحرائق.
شهد موسم حرائق الغابات في ولاية كاليفورنيا بداية مبكرة بشكل غير معتاد وسط الجفاف المستمر وانخفاض معدلات هطول الأمطار تاريخياً ومستويات الخزانات. في يناير 2021 وحده حدث 297 حريقًا في 1،171 فدانًا (4.74 كم 2) على أرض غير فدرالية وفقًا لإدارة الغابات والحماية من الحرائق بكاليفورنيا، وهو ما يقرب من ثلاثة أضعاف عدد الحرائق وأكثر من 20 ضعف مساحة متوسط الخمس سنوات. تفاقمت حرائق يناير بسبب رياح سانتا آنا القوية بشكل غير معتاد، وبعضها احترق في نفس المناطق مثل الحرائق السابقة.
الاتجاه طويل المدى هو أن حرائق الغابات في الولاية آخذة في الازدياد بسبب تغير المناخ في كاليفورنيا. من حيث كمية الحرائق المشتعلة تفوق موسم 2021 على موسم 2020، الذي كان بحد ذاته أكبر موسم في تاريخ الولاية المسجل. اعتبارًا من 11 يوليو تم حرق أكثر من ثلاثة أضعاف الأفدنة مقارنة بالعام السابق حتى ذلك التاريخ، مع الجفاف والحرارة الشديدة وانخفاض كتلة الثلج التي ساهمت في شدة الحرائق. تواجه الولاية أيضًا خطرًا متزايدًا من الانهيارات الأرضية بعد حرائق الغابات.